# Isabel Sánchez de Urdaneta
Isabel Sánchez de Urdaneta fue una diplomática venezolana a mediados del siglo XX. Fue profesora y fundadora de guarderías en Venezuela antes de que ella y su marido se mudaran a Washington D. C., donde obtuvo una posición diplomática. Se desempeñó como delegada en la Conferencia de San Francisco cuando se redactó la Carta de las Naciones Unidas en 1945. En 1946 fue la delegada de Venezuela ante la Comisión Interamericana de Mujeres, al igual que ante el Primer Congreso Interamericano de Mujeres en 1947.